# Colosso nero
Colosso nero (Black Colossus) è un racconto breve fantasy di Conan il barbaro scritto da Robert E. Howard nel 1933.

## Trama
Il ladro Shevatas viola le antiche rovine di Kuthchemes, risvegliando l'antico stregone noto come Thugra Khotan. Una volta rinato lo stregone prende il nome di Natohk e si pone a capo di un esercito del Sud per conquistare i regni civilizzati degli Hyboriani. Oltre ad assoggettare i popoli delle terre di Shem e gli asshuri di Nippr e Eruk, si allea al principe stygiano Kutamun, un ribelle del suo paese.
La principessa Yasmela, del piccolo regno di Khoraja, subisce le visite notturne di un'ombra, in realtà l'incarnazione di Natohk, ogni sera poiché lo stregone vuole unirsi alla bella donna e assoggettare anche il suo reame. Consigliata da un'ancella Yasmela si reca dall'oracolo del dio Mitra che le suggerisce di uscire dal palazzo e chiedere aiuto al primo uomo che incontra. Il destino vuole che tale uomo sia Conan. Il cimmero, che all'epoca era un mercenario, viene condotto a palazzo e nominato generale dell'esercito di Khoraja. Conan accetta e i suoi mercenari, assieme ai soldati di Khoraja, marciano contro l'enorme esercito di Natohk. prima della battaglia Conan apprende che Natohk è in realtà Thugra Khotan e che egli visita spesso le stanze di Yasmela la notte.
La guerra si svolge nel deserto, e lo stregone utilizza anche la magia per contrastare il nemico. L'esercito di Conan ha la meglio, ma Thugra Khotan riesce a rapire Yasmela e a portarla entro le rovine di Kuthchemes, a bordo di un carro guidato da un demone e trainato da un essere nero, alato e simile a un cammello. Alla fine il carro e le sue mostruose creature si ribellano a Natohk e fuggono, lasciandosi dietro una scia di fiamme. Lo stregone e il cimmero si fronteggiano, l'uno con la magia l'altro con la spada. Proprio mentre Yasmela sta per essere sacrificata, Conan uccide il mago per sempre.

## Storia editoriale
- Colosso nero è stato pubblicato per la prima volta in Weird Tales, giugno 1933.[1]
- Una versione del racconto che è stata curata di L. Sprague de Camp, fu pubblicato per la prima volta nella raccolta Conan the Barbarian (Gnome Press, 1954).[2] Poi è stato ripubblicato in diversi insiemi intitolato Conan Freebooter (Lancer Books, 1968; Sfera, 1974; Prestige, 1977; Ace, 1981) e The Conan Chronicles Volume 1 (Sphere, 1989).[3][4]